# Platocera achilles
Platocera achilles är en insektsart som först beskrevs av Ronald Gordon Fennah 1956.  Platocera achilles ingår i släktet Platocera och familjen Derbidae. Inga underarter finns listade i Catalogue of Life.